# Ak Bars de Kazán

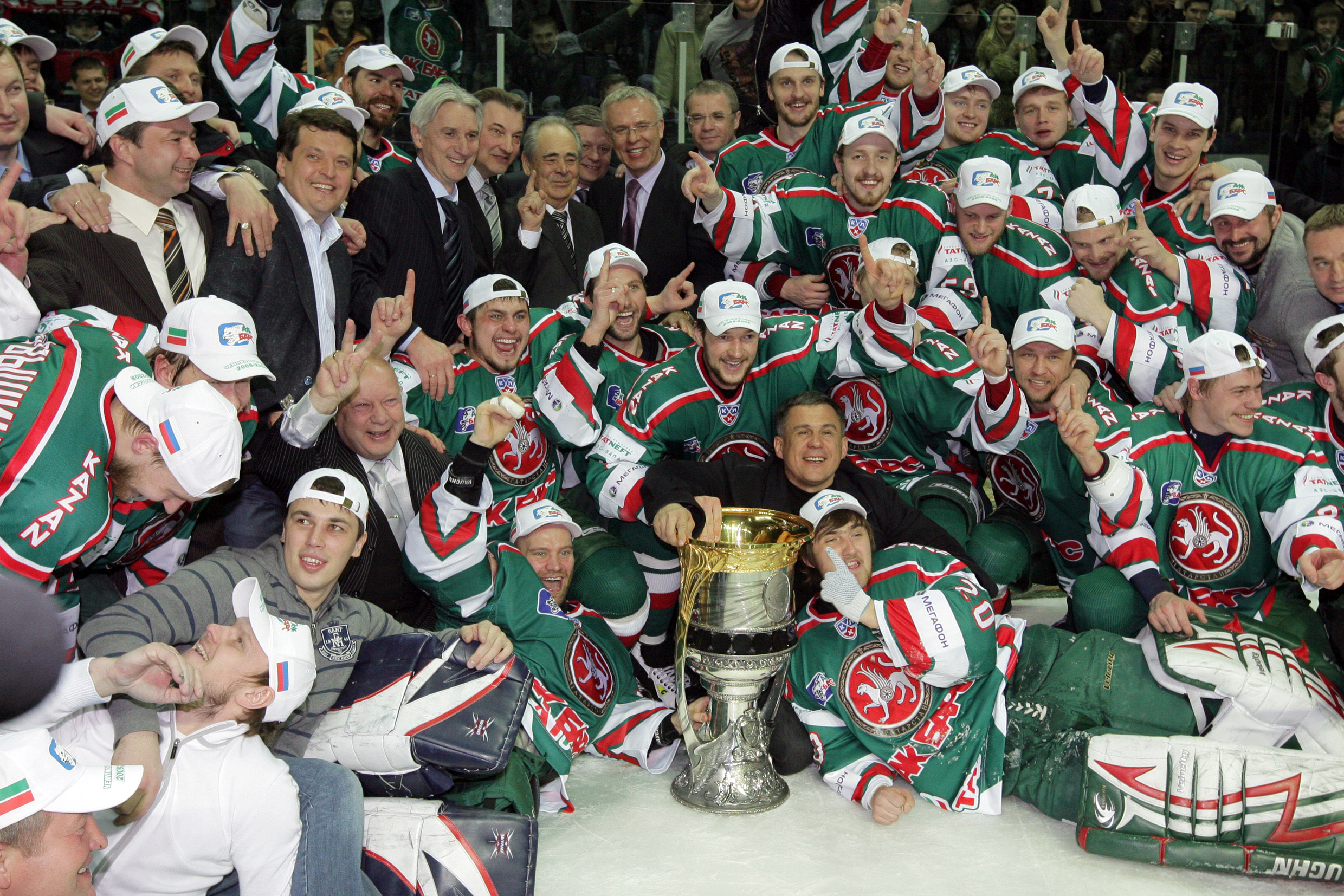
El Ak Bars con la Copa Gagarin conquistada en 2009.

El Ak Bars (del ruso: Ак Барс) es un club profesional de hockey sobre hielo ruso con sede en Kazán. El club fue fundado en 1956 durante la era soviética y son miembros de la División Kharlamov de la Liga de Hockey Kontinental, competición que han ganado en tres ocasiones.
El nombre del equipo, Ak Bars, se deriva de un animal emblemático de Tartaristán, la Panthera uncia o irbis, también conocido como «Leopardo de nieve».

## Palmarés
Copa Gagarin (3): 2009, 2010, 2018

 Superliga de Rusia (2): 1998, 2006

 IIHF European Champions Cup (1): 2007

 IIHF Continental Cup (1): 2008

 Soviet Class A2 (3): 1962, 1985, 1989 (West)

 Soviet Class B (1): 1976

## Jugadores

### NHL alumni
| - Denis Arkhipov (1995–2000) - Dmitri Bykov (1999–2002) - Pavel Datsyuk (2000–2001) - Fedor Tyutin (2003–2004) - Alexander Burmistrov (2008-2009, 2013-2015) |

### Jugadores notables
| - Vincent Lecavalier - Dany Heatley - Brad Richards - Robert Esche - Ilya Kovalchuk - Alexei Kovalev - Vyacheslav Kozlov - Darius Kasparaitis - Nikolai Khabibulin | - Aleksey Morozov - Pavel Datsyuk - Niko Kapanen - Nik Antropov - Ruslan Salei - Michael Nylander - Jiří Hudler - Marcel Hossa |

## Entrenadores
| - Anatoly Muravyov (1956–65, 1966–68) - Ismail Milushev (1965–66, 1968–71) - Evgeny Yegorov (1971–75) - Vladimir Andreyev (1975–78) - Vladimir Vasiliev (1978–82) - Oleg Golyamin (1982–84) - Gennady Tsygurov (1984–87) - Vitaly Stain (1987–88) - Vsevolod Yelfimov (1988–91, 1994–95) - Yuri Ochnev (1991–92) - Vladimir Gusev (1992) | - Viktor Kuznetsov (1992–94) - Yuri Moiseev (1995–99, 2001–02) - Vladimir Krikunov (1999-01) - Vladimir Plyushev (2002–03) - Vladimír Vůjtek (2003–04) - Zinetula Bilyaletdinov (2004—2011) - Vladimir Krikunov (2011-2012) - Valery Belov (2012 — 2014) - Zinetula Bilyaletdinov 2014–present |